# Thabana Ntlenyana
Thabana Ntlenyana – szczyt w Afryce Południowej, najwyższe wzniesienie (3482 m n.p.m.) pasma Gór Smoczych we wschodniej części Lesotho przy granicy z RPA. Zbudowany w większości z law bazaltowych.

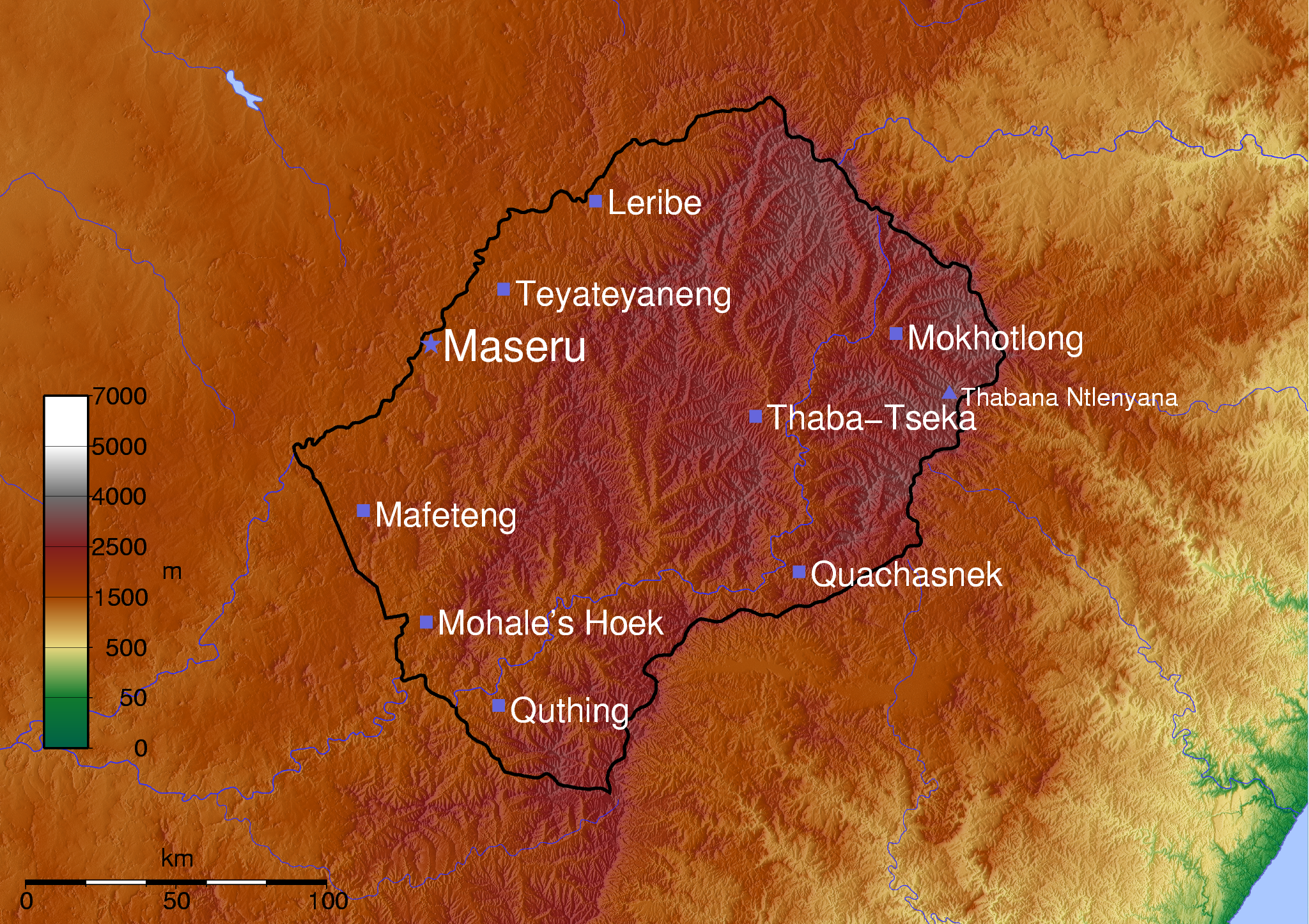
mapa

Pierwszego wejścia na szczyt dokonali Anderson, Goodwin i Watkins w 1951 r.